# Русь (аэростатоносец)
«Русь» — первый в мире крейсер-аэростатоносец, построенный в 1887 году и переоборудованный в 1904 году.
Воздухоплавательный крейсер имел предназначение: ведение дальней разведки в морских пространствах; осуществлялось это за счёт привязных аэростатов.

## История
Аэростатоносец «Русь» был построен в 1887 году в Германии и первоначально носил название «Лан» (нем. Lahn).
Был приобретён на средства графа Строганова С. А., которые он пожертвовал в 1904 году для Второй Тихоокеанской эскадры.

## Характеристики

### Тактико-технические
- Водоизмещение — 9600 тонн;
- Мощность паровой машины тройного расширения — 9500 л. с.;
- Скорость хода — 17 узлов.

### Размеры
- Длина — 136,6 м;
- Ширина — 14,9 м;
- Средняя осадка — 6,7 м.

### Вооружение
- 4 змейковых аэростата;
- 4 сигнальных аэростата;
- 1 сферический воздушный шар.

## Служба

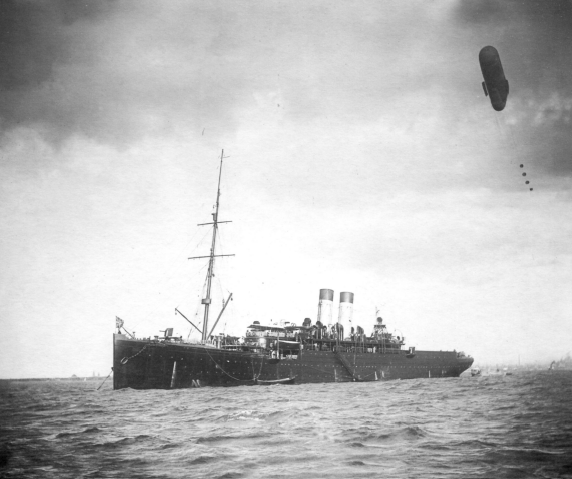
Воздухоплавательный крейсер «Русь» летом 1905 года

19 ноября 1904 года аэростатоносец вошёл в состав эскадры.